# 540
Évszázadok: 5. század – 6. század – 7. század
Évtizedek: 490-es évek – 500-as évek – 510-es évek – 520-as évek – 530-as évek – 540-es évek – 550-es évek – 560-as évek – 570-es évek – 580-as évek – 590-es évek
Évek: 535 – 536 – 537 – 538 –  539 – 540 – 541 – 542 – 543 – 544 – 545

## Események

### Bizánci Birodalom
- A bizánci-gót háborúban Belisarius ostrom alatt tartja Ravennát, a gótok fővárosát. Iusztinianosz császár a perzsa háború veszélye miatt nagylelkű békét ajánl a gótoknak, melyben a kezükben hagyná Itália Po folyótól északra eső részét, Belisarius azonban (szembefordulva az uralkodója akaratával) nem hajlandó ilyen feltételekkel békét kötni. A gótok felajánlják neki a nyugatrómai császári trónt, amit Belisarius (állítólag cselből) elfogad és bevonul Ravennába, de aztán a várost Iusztinianosz nevében veszi birtokba.
- Iusztinianosz aggódik Belisarius esetleges császári ambíciói miatt és visszahívja őt Konstantinápolyba. A hadvezér magával viszi a foglyul ejtett gót királyt, Vitigest és számos túszt a gót arisztokráciából, valamint a Ravennában zsákmányolt kincseket.
- Észak-Itáliában sorra adják meg magukat a gót erődök, csak Ticinum (Pavia) és Verona marad a kezükön. A gótok Ildibadot választják királyuknak, aki Ticinumban állítja fel székhelyét.
- I. Huszrau, a perzsiai Szászánidák királya kihasználva a bizánci haderő itáliai lekötöttségét felmondja az "örök békét" és betör Szíriába. A jelentős erődöket megkerüli, a városokat megsarcolja és gyors ütemben elér előbb Aleppóhoz, majd Antiokheiához. Mindkét várost elfoglalja és kifosztja. Iusztinianosz békét kér, hajlandó a perzsáknak 5000 font aranyat fizetni, ezenkívül évente további 500 fontot.
- Szolomón, észak-afrikai bizánci kormányzó hadjáratot indít az Aurasium-hegység berber törzsei ellen. Csatában legyőzi őket és elfoglalja azt az erődöt, ahol a törzsszövetség vezetője Iaudas kincstárát és feleségeit őrizte. Ezzel Bizánc uralmát kiterjeszti Numidiára és Nyugat-Mauretaniára.

### Korea
- Meghal Pophung, Silla királya. Utóda kiskorú unokaöccse (vagy unokája) Csinhung, aki helyett egy évig anyja, Csiszo kormányoz régensként.

## Születések
- Szent Kolumbán, ír szerzetes és misszionárius
- I. Gergely, római pápa
- Iohannes Biclarensis, vizigót püspök, történetíró

## Halálozások
- Pophung, sillai király
- Vedast, Arras püspöke

## Fordítás
- Ez a szócikk részben vagy egészben  a(z)   540 című angol Wikipédia-szócikk ezen változatának fordításán alapul.  Az eredeti cikk szerkesztőit annak laptörténete sorolja fel. Ez a jelzés csupán a megfogalmazás eredetét és a szerzői jogokat jelzi, nem szolgál a cikkben szereplő információk forrásmegjelöléseként.